# Bisse de Gorperi
Le bisse du Gorperi est un canal d'irrigation situé dans le canton du Valais en Suisse.

## Étymologie
Variante dialectale de biez, bief. En Suisse, un synonyme est raye.

## Histoire
Le bisse a été construit en 1640 dans le but d'arroser les prés de la région d'Eggen sur la commune d'Eggerberg. Ce bisse de 5 km, est alimenté par la prise d'eau de la Baltschieder Bach à 1216 m, et finit son cours dans les prairies des hauts d’Eggerberg où l’eau est distribuée dans un système d'aspersion.
Depuis 1934, il alimente le bisse d'Eggeri qui arrose les prés de la région de Finnen.
Après la traversée de forêts et le passage de rochers (falaise de Meerheji), son parcours a été sécurisé en 1991, par le creusement de petits tunnels.

## Géographie
- Départ : rivière de la Baltschieder Bach
- Arrivée : Prairies d'Eggen, Burg et Hohwang
- Longueur : 5 km